# سمتانا
سمتانا (انگلیسی: Smetana) نوعی خامه ترش است که به‌طور سنتی در اروپای مرکزی، شرقی و جنوب شرقی رواج دارد و از ترش کردن خامه غلیظ تولید می‌شود. این محصول در کشورهای مختلف با میزان چربی ۹٪ تا ۴۲٪ به فروش می‌رسد. سمتانا به‌طور گسترده‌ای در پخت و پز و شیرینی پزی استفاده می‌شود.
در آشپزی روسی، اوکراینی و بلاروسی گاهی خامه ترش به سوپ برش یا سایر سوپ‌ها افزوده می‌شود؛ همچنین به عنوان سس سالاد یا چاشنی برای دامپلینگ‌هایی نظیر پیروگی و پلمنی استفاده می‌شود.